# Sonate K. 330
Pour la sonate de Mozart, voir Sonate pour piano no 10 de Mozart.
La sonate K. 330 (F.278/L.55) en ut majeur est une œuvre pour clavier du compositeur italien Domenico Scarlatti.

## Présentation
La sonate K. 330 en ut majeur, notée Allegro, forme une paire avec la sonate précédente. La sonate est d'une écriture simple, dans un rythme de gigue.

## Manuscrits
Le manuscrit principal est le numéro 5 du volume VII de Venise (1754), copié pour Maria Barbara ; les autres sont Parme IX 7, Münster II 7.

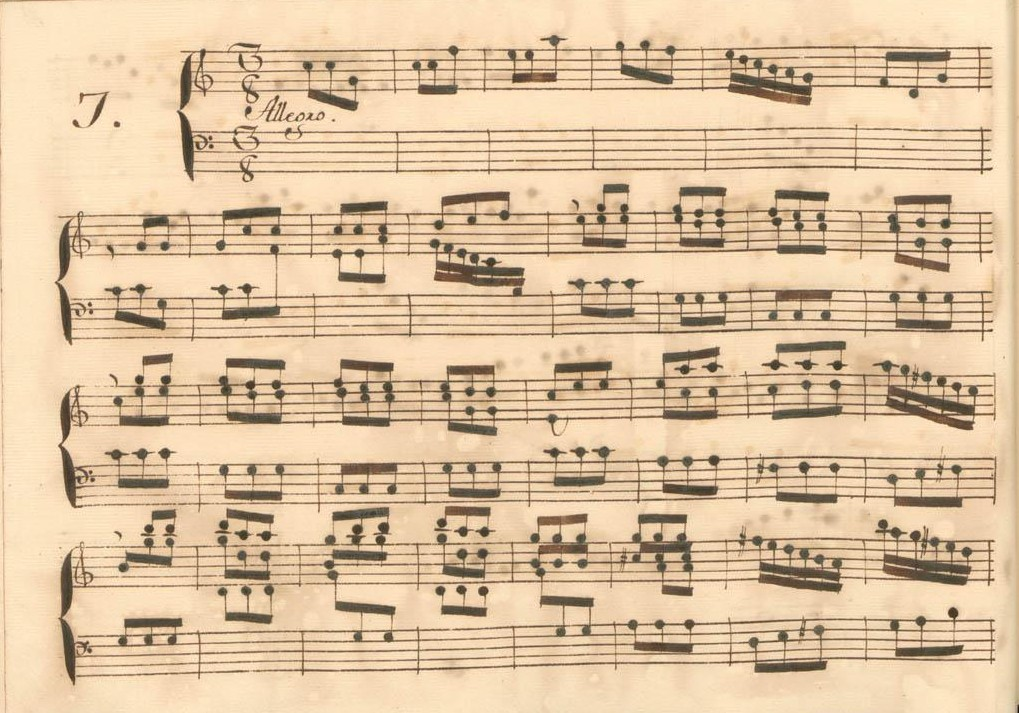
Parme IX 7.
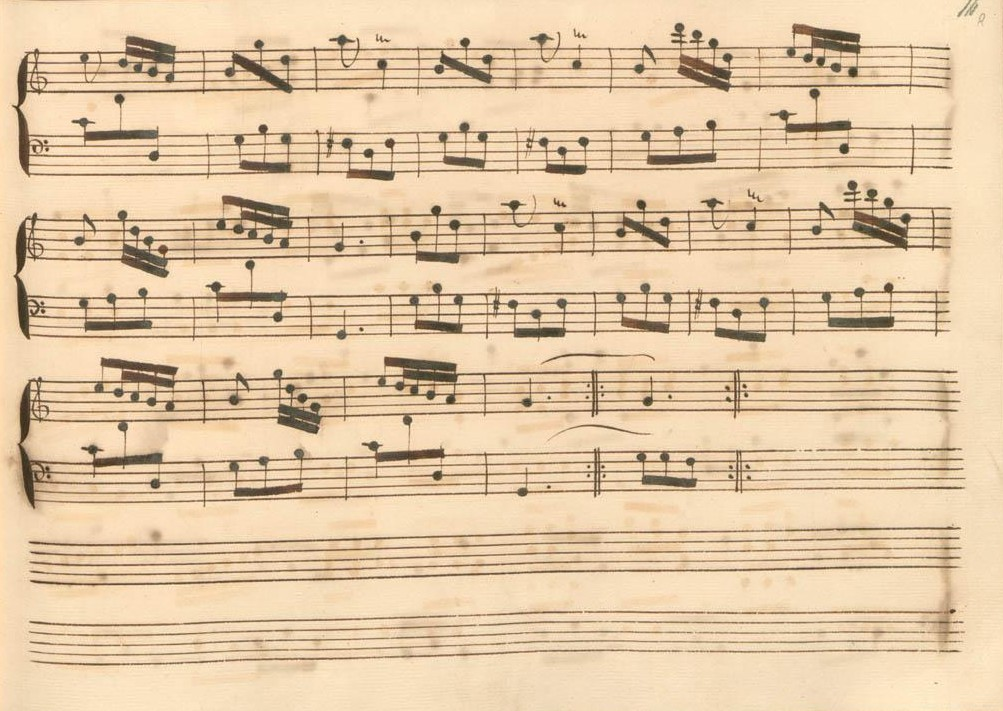
Parme IX 7 (fin de la première partie).
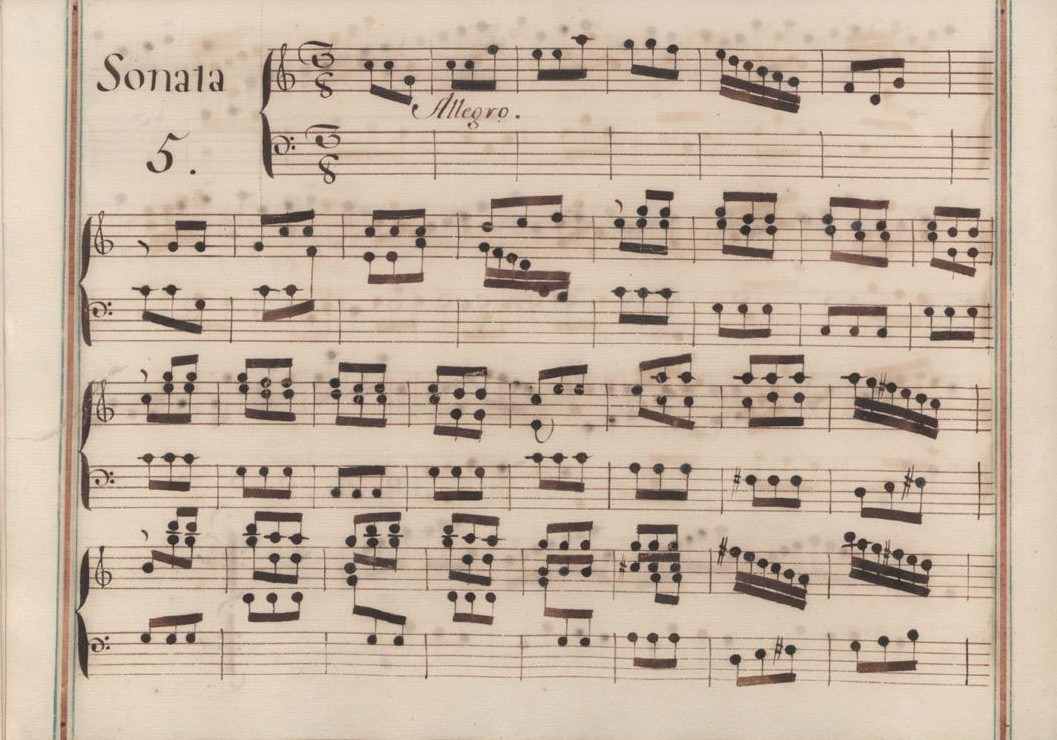
Venise VII 5.
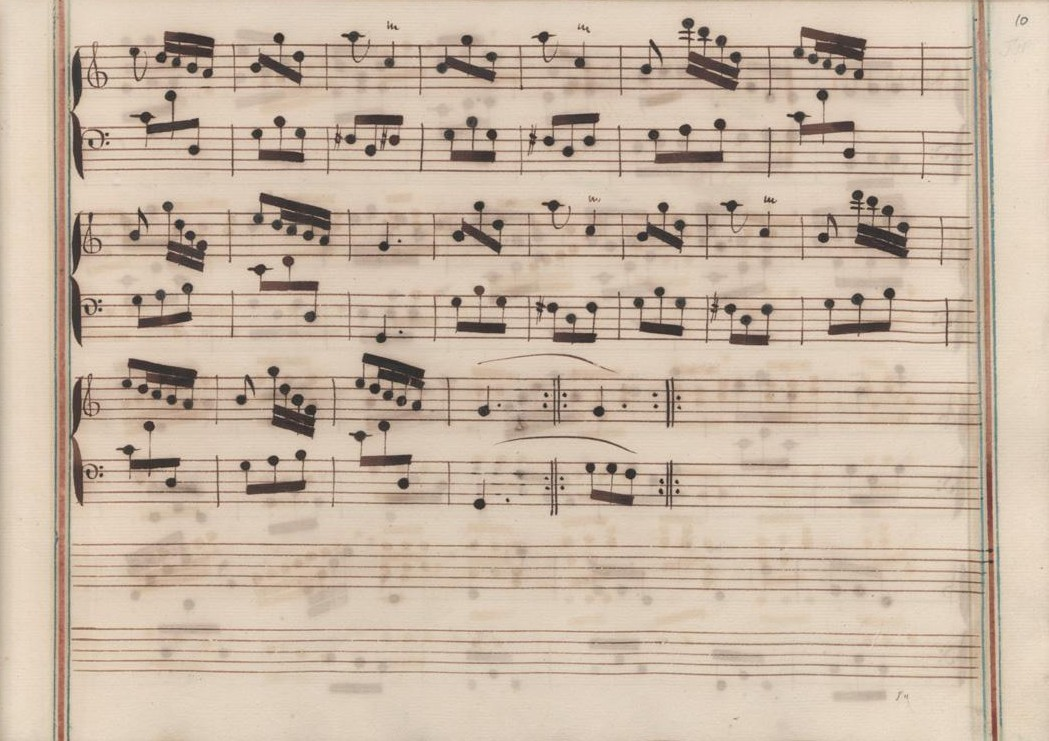
Venise VII 5  (fin de la première partie).

## Interprètes
La sonate K. 330 est défendue au piano, notamment par Gerda Struhal (2007, Naxos, vol. 12), Carlo Grante (2013, Music & Arts, vol. 4) ; au clavecin par Scott Ross (1985, Erato), Richard Lester (2003, Nimbus, vol. 3) et Pieter-Jan Belder (Brilliant Classics, vol. 8). Roberto Aussel l'interprète à la guitare (Æon).

## Sources
: document utilisé comme source pour la rédaction de cet article.
- Ralph Kirkpatrick (trad. de l'anglais par Dennis Collins), Domenico Scarlatti, Paris, Lattès, coll. « Musique et Musiciens », 1982 (1re éd. 1953 (en)), 493 p. (ISBN 978-2-7096-0118-4, OCLC 954954205, BNF 34689181).
- Alain de Chambure, « Domenico Scarlatti : Intégrale des sonates — Scott Ross », Erato (2564-62092-2), 1985 (OCLC 891183737) .